# 니콜 심슨
니콜 브라운 심슨(영어: Nicole Brown Simpson, 1959년 5월 19일~1994년 6월 12일)은 미국의 배우 O. J. 심슨의 전부인이자 독일계 미국인 여성이다.

## 사건 및 사고
그녀는 서독 프랑크푸르트에서 미국인 아버지 루이스 브라운과 독일인 어머니 유디타 바워 사이에서 태어났다. 어린 시절에 아버지의 조국인 미국으로 건너가 자랐으며, 1985년에 심슨과 결혼했으나 1992년에 이혼했으며, 1994년에 로스앤젤레스 브렌트우드의 자택에서 론 골드먼과 함께 살해 당한 채 발견되었다.
미국 경찰은 심슨이 집에 침입하고 살해했다고 판단하여 그를 범인으로 지목한 후 체포했다. 1997년 민사 재판의 배심원들은 정황상으로는 심슨이 이들의 살해에 책임이 있다는 판결을 내렸다. 그러나 가장 중요한 살인 도구인 칼이 나오지 않고 부유했던 심슨이 유명한 변호사들을 고용해 최종적으로 무죄로 판결이 났다. O. J. 심슨은 현재까지 3350만 달러 배상을 피하고 있으며, 2006년 말 《내가 만약 그랬다면》(If I Did It)이라는 책을 출간해 더 악명을 떨쳤다. 그가 이 살인 사건에 대해 1인칭 시점의 소설로 재구성한 이 책은 출판사에 의해 출간 직전에 폐기되었다. 이 책은 나중에 함께 살해된 골드먼의 유족에 의해 다시 출간되었다.